# Carmen (Davao do Norte)
Carmen é um município de  primeira classe de renda municipal (d) na província Davao do Norte, nas Filipinas. De acordo com o censo de 1 de maio  de  2020 possui uma população de 82 018 pessoas e 19 872 domicílios.